# Sărituri în apă la Jocurile Olimpice de vară din 2024 - 10 metri platformă sincron (feminin)
Proba feminină de sărituri în apă - 10 metri trambulină sincron de la Jocurile Olimpice de vară din 2024 de la Paris a avut loc pe 31 iulie 2024, la Piscina olimpică din Saint-Denis.

## Program
Orele sunt ora Franței (UTC+1) 
| Data               | Timp  | Etapă  |
| ------------------ | ----- | ------ |
| Joi, 31 iulie 2024 | 15:00 | Finala |

## Rezultate
| Loc | Săritoare                              | Țară                       | Finală     | Finală     | Finală     | Finală     | Finală     | Finală |
| Loc | Săritoare                              | Țară                       | Săritura 1 | Săritura 2 | Săritura 3 | Săritura 4 | Săritura 5 | Puncte |
| --- | -------------------------------------- | -------------------------- | ---------- | ---------- | ---------- | ---------- | ---------- | ------ |
| 1   | Chen Yuxi Quan Hongchan                | China                      | 56,40      | 54,60      | 80,10      | 85,44      | 82,56      | 359,10 |
| 2   | Kim Mi-rae Jo Jin-mi                   | Coreea de Nord             | 46,80      | 46,20      | 69,30      | 75,84      | 77,76      | 315,90 |
| 3   | Andrea Spendolini-Sirieix Lois Toulson | Marea Britanie             | 48,60      | 48,60      | 60,30      | 69,12      | 77,76      | 304,38 |
| 4   | Caeli McKay Kate Miller                | Canada                     | 49,20      | 44,40      | 69,30      | 68,16      | 68,16      | 299,22 |
| 5   | Gabriela Agúndez Alejandra Orozco      | Mexic                      | 47,40      | 47,40      | 67,50      | 62,40      | 72,96      | 297,66 |
| 6   | Delaney Schnell Jessica Parratto       | Statele Unite ale Americii | 46,20      | 43,80      | 61,20      | 70,08      | 66,24      | 287,52 |
| 7   | Kseniya Baylo Sofiya Lyskun            | Ucraina                    | 48,00      | 48,00      | 59,64      | 68,16      | 61,20      | 285,00 |
| 8   | Jade Gillet Emily Hallifax             | Franța                     | 47,40      | 45,00      | 53,76      | 37,80      | 50,88      | 234,84 |